# Ratpenat cuallarg de Loria
El ratpenat cuallarg de Loria (Ozimops loriae) és una espècie de ratpenat de la família dels molòssids que es troba a Nova Guinea i Austràlia. Fou anomenat en honor de l'etnògraf italià Lamberto Loria.